# Punhwang sa
Punhwang sa (Świątynia Pachnącego Cesarza) – mały klasztor w dawnej stolicy Gyeongju.

## Historia klasztoru
Klasztor został wybudowany w 634 roku przez Chajanga, miał rangę królewskiego klasztoru i był zbudowany tuż obok wspaniałego kompleksu Hwangnyong (Klasztor Żółtego Smoka). Kompleks ten był najważniejszym i największym klasztorem w Silli. Niestety nic z niego nie pozostało, natomiast z dużo mniejszego klasztoru Punhwang została m.in. murowana z cegieł pagoda.
Świątynia ta została wybudowana za panowania królowej Sŏndŏk. Do dziś zachowała się stupa, niegdyś dziewięciopiętrowa, a obecnie trzypiętrowa, która jest najstarszą budowlą tego typu w Korei i nosi tytuł Skarbu Narodowego Nr 30. Jest ona wzorowana na budowanych z cegieł chińskich stupach z okresu panowania dynastii Tang. Jednak Koreańczycy wyciosali owe cegły z kamienia. Każda z czterech ścian budynku ma charakterystyczne wejścia, po lewej i prawej stronie których znajdują się figury strażników czyli Gŭmgan-yŏksa i Inwangsanga. 
Mnichem bardzo związanym z tym klasztorem był słynny Wŏnhyo. Właśnie tu pisał swoje słynne komentarze do sutr i tu został pochowany przez jego syna Sŏljonga.
Ponieważ stupa ta zawaliła się do środka, w 1915 r. Japończycy podczas odgruzowania jej odkryli pojemnik z relikwiami po kremacji mnicha. Znaleziono także drogocenne przedmioty, świadczące o tym, że jakaś kobieta królewskiej krwi, może właśnie królowa Sŏndŏk, była właścicielką tego obiektu.
Oprócz tego na terenie świątyni znajdują się takie cenne obiekty jak: Hogukyongbyŏnŏjŏng (호국용변어정) czyli oktagonalna górna cześć obudowy źródła, podstawa pomnika Hwajaengguksa (화쟁국사) zbudowana w 1101 r. i figura Yaksayŏrae (약세여래), rzeźba z 1774 r.

## Adres klasztoru
- 313 Guhwang-dong, Gyeongju, Gyeongsangbuk-do, Korea Południowa

## Przypisy

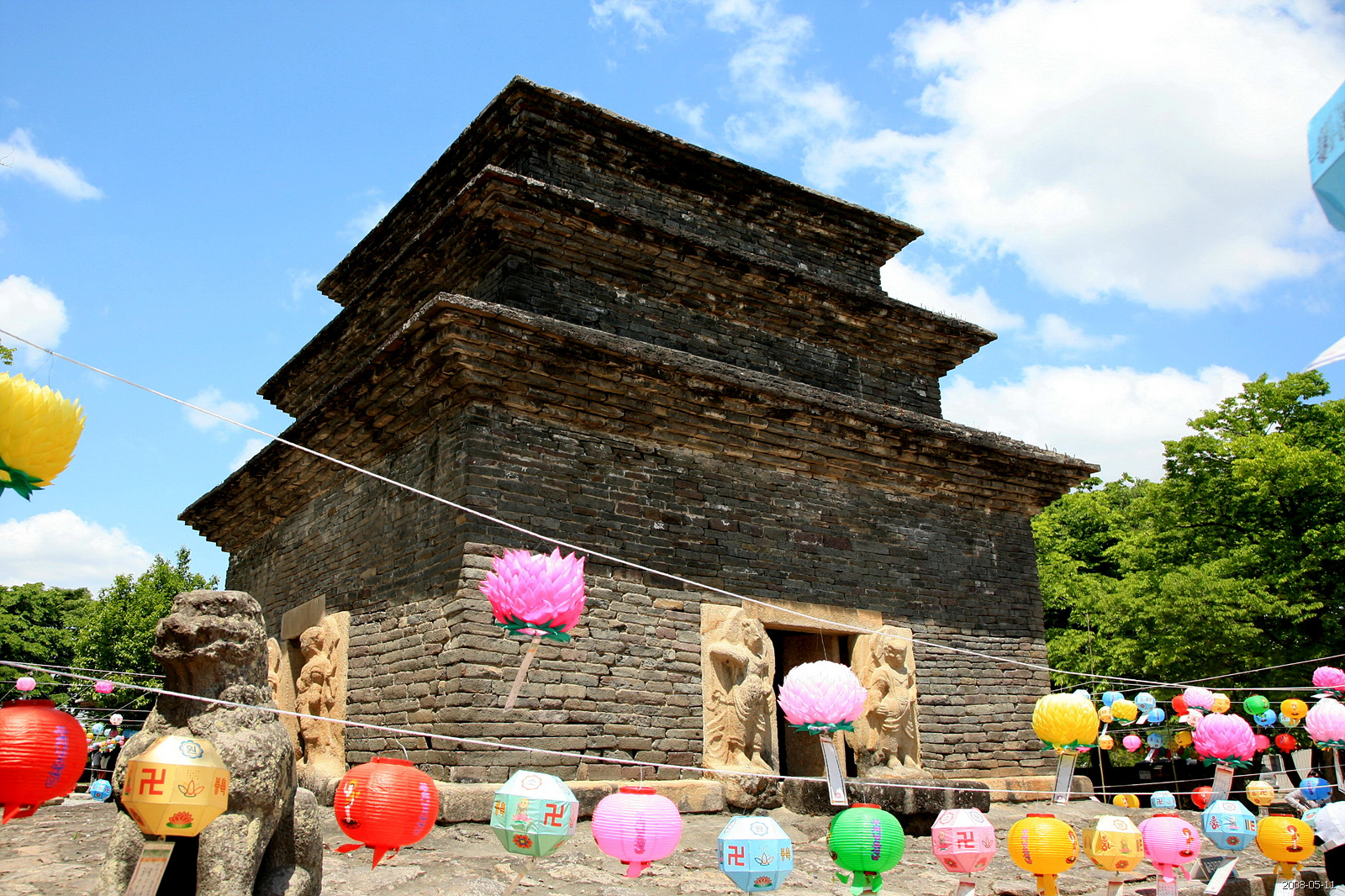
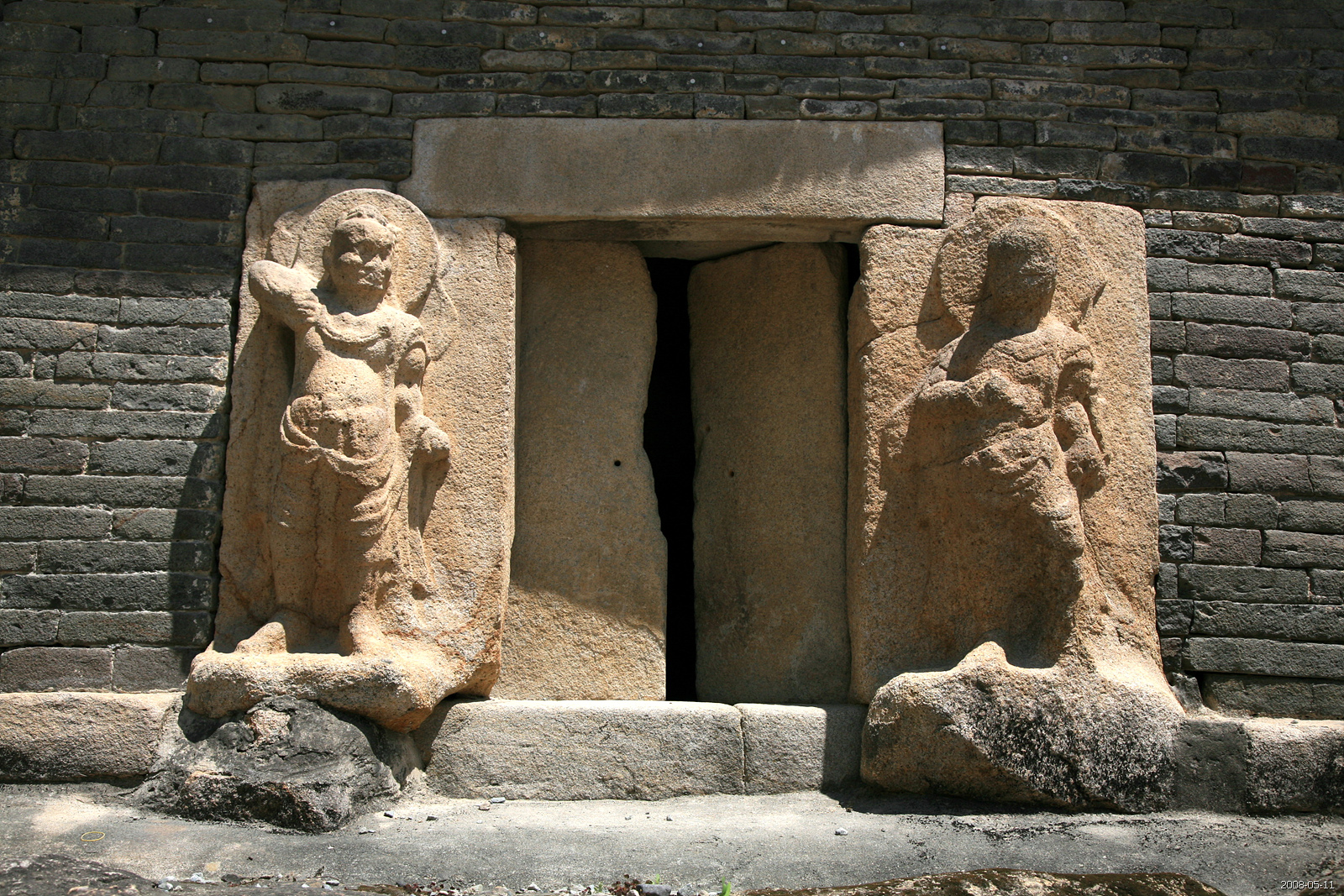
Wejście do stupy
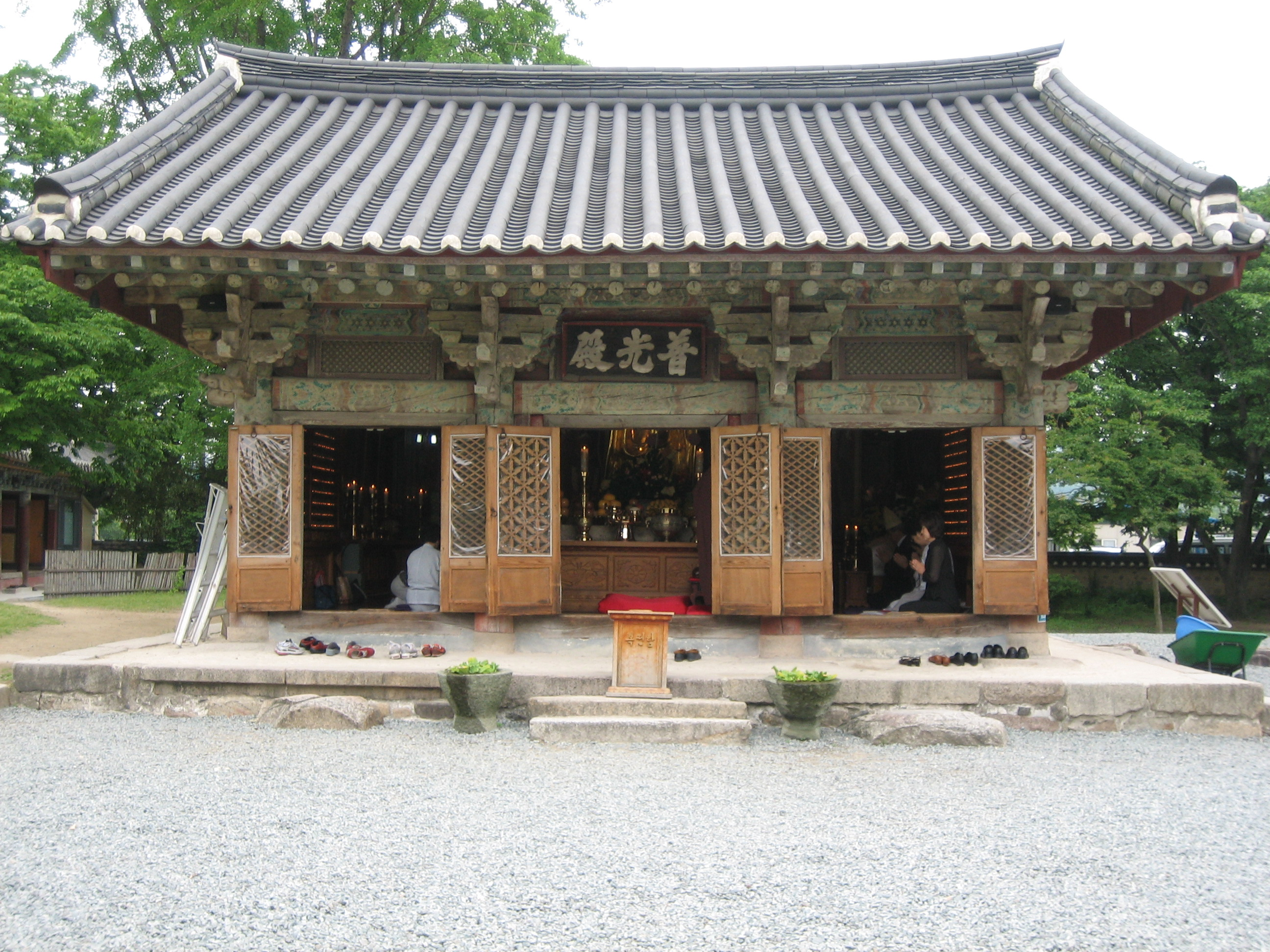
Budynek ze szczątkami Wŏnhyo
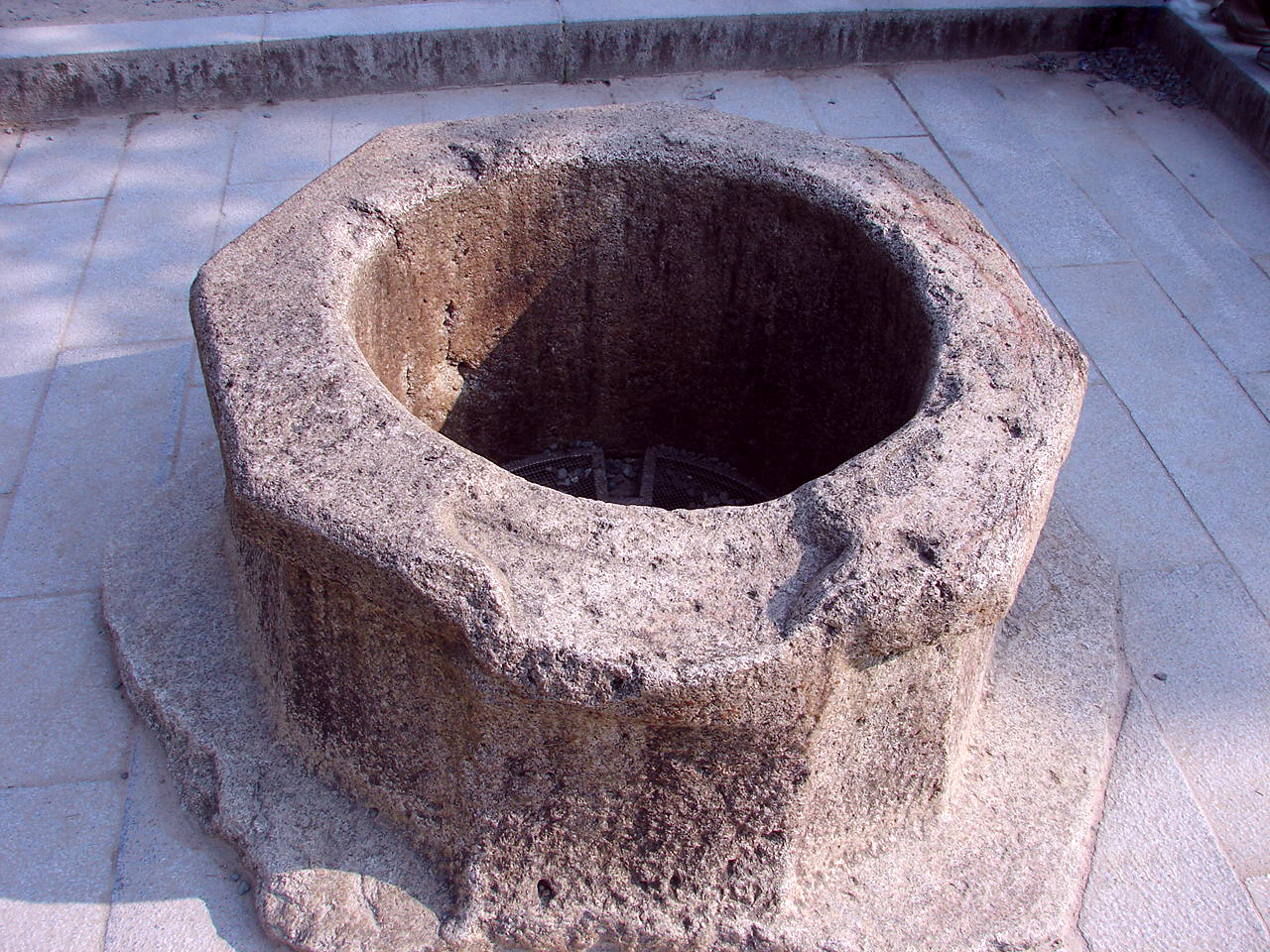
Obramowanie źródła
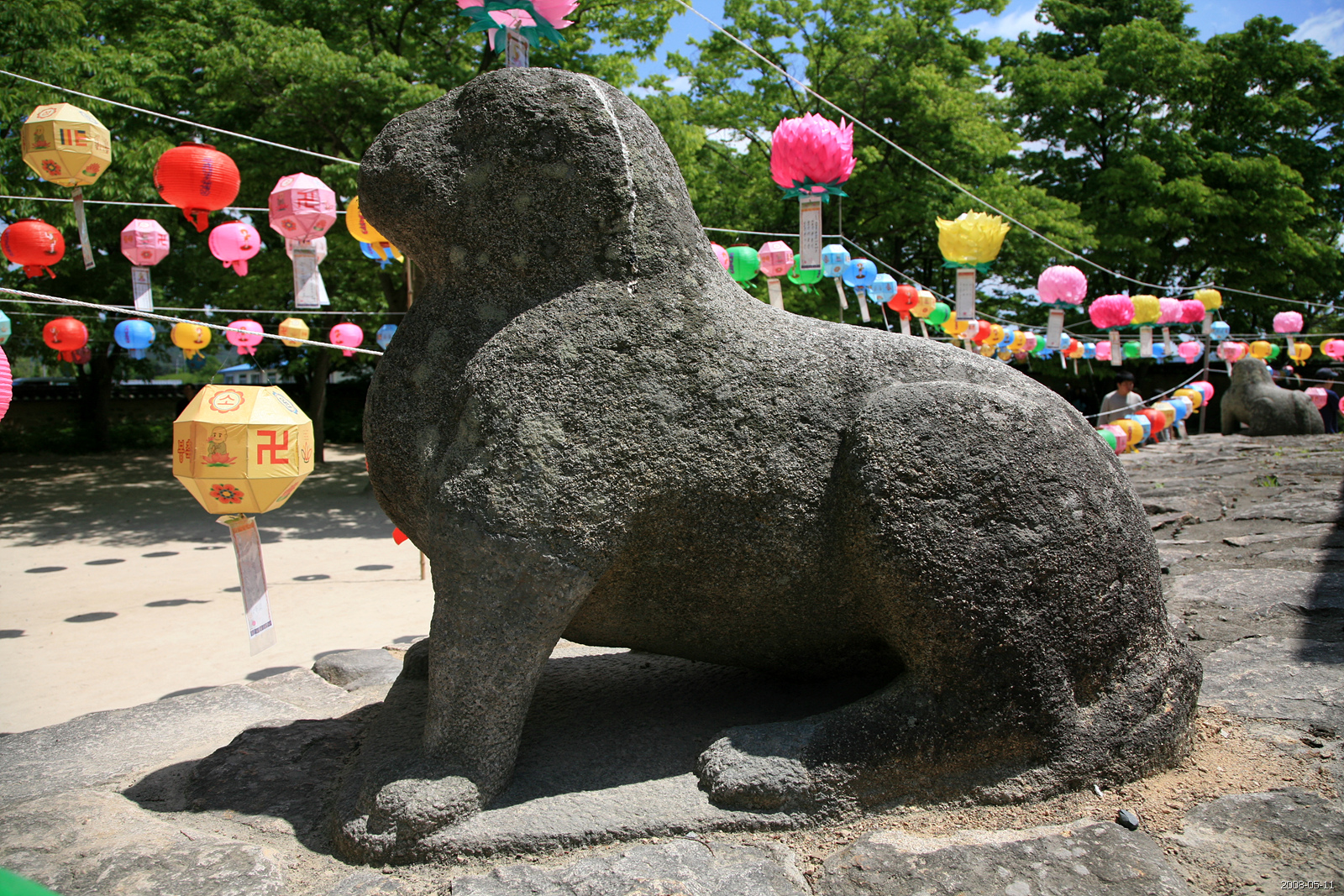
Figura lwa